# Architectural Digest
Architectural Digest es una revista mensual estadounidense fundada en 1920. Su tema principal es el diseño interior, en lugar de la arquitectura en general. La revista es publicada por la empresa editorial Condé Nast, que también publica ediciones internacionales de Architectural Digest en China, Italia, la India, Oriente Próximo, Alemania, Francia, Polonia, España y Argentina.
Architectural Digest está dirigido a un público acaudalado y consciente del estilo, y está subtitulado "The International Design Authority" (La autoridad internacional de diseño). Las distintas ediciones de la revista publican sus respectivas listas anuales AD100, que reconocen a los diseñadores y arquitectos de interiores más influyentes de todo el mundo. En el caso de la española este listado se centra exclusivamente en interioristas de su mercado.

## Historia
Originalmente, un directorio comercial trimestral llamado The Architectural Digest: A Digtorial Digest of Best's Architecture, [cita requerida], la revista fue lanzada en 1920 por John Coke Brasfield (1880–1962). Brasfield, nacido en Tennessee, se mudó al sur de California a principios de 1900, donde fundó la Corporación de Publicaciones John C. Brasfield en Los Ángeles. Los interiores y exteriores de las residencias se presentaron en la revista, junto con los planos de planta.
Para 1963, el subtítulo de la revista se había modificado a A Pictorial Digest of Outstanding Architecture, Interior Design and Landscaping, y comenzó a publicarse en un calendario bimestral. En 1965, The Architectural Digest y su compañía editora fueron compradas por Cleon T. Knapp, que era el "robo de todo" de la revista y el nieto de Brasfield. Knapp hijo de la hija de Brasfield, Sarah "Sally" Brasfield Knapp (1910–1996), quien se desempeñó en varias ocasiones como editora jefe, editora gerente y editora asociada de la revista. El subtítulo de la revista se modificó a The Quality Guide to Home Decorating Ideas en 1966, y se cambió nuevamente en 1971, a The Connoisseur Magazine of Fine Interior Design, y en 1976 a The International Magazine of Fine Interior Design. La Compañía de Publicaciones John C. Brasfield pasó a llamarse Knapp Communications Corporation en 1977.
Condé Nast Publications compró Architectural Digest, así como su publicación hermana Bon Appétit, de Knapp en 1993.
En 2006 se lanzó la versión española de la revista, AD España. La revista también se publica en otros países, incluidos Alemania, India, Francia, Italia, Polonia y China. También existe una edición mexicana de Architectural Digest, conocida como AD México, que desde principios de los años 2000 ha cubierto temas de arquitectura, diseño de interiores y arte contemporáneo en el país, con reportajes sobre casas de artistas, diseñadores y celebridades mexicanas. La editorial Condé Nast publica en abril de 2019 la edición de América del Sur de la revista AD en Colombia, Chile, Ecuador, Panamá, Paraguay, Perú y Uruguay.